# Seleção Cipriota de Futebol Feminino
A Seleção Cipriota de Futebol Feminino representa o Chipre no futebol feminino internacional. Até agora não se classificou a nenhum mundial de futebol feminino, e ocupa a posição 131 no ranking da Fifa .